# 梅甘·尼克
梅甘·尼克（英語：Megan Nick，1996年7月9日—），美國自由式滑雪運動員，她代表美國隊參加了中國舉行的2022年冬季奧林匹克運動會，並且在女子空中技巧比賽上獲得銅牌。